# Александровка (Катериновская сельская община)
Алекса́ндровка (укр. Олександрівка) — село в Катериновской сельской общине Кропивницкого района Кировоградской области Украины.
Население по переписи 2001 года составляло 22 человека. Почтовый индекс — 27611. Телефонный код — 522. Код КОАТУУ — 3522581807.